# Blu Lancia
Blu Lancia è stata la rivista aziendale della casa automobilistica italiana Lancia, pubblicata dal 1960 al 1977.
La sua pubblicazione era irregolare, ma veniva comunque rispettata una numerazione sequenziale: cadeva frequentemente all'inizio delle stagioni, per cui molti numeri sono stati indicati col periodo stagionale. Prima del 1961 la rivista si chiamava soltanto Lancia, poi è stato premesso il nome Blu a ricordare il colore aziendale della casa torinese.
Il periodico era riservato ai dipendenti ed ex della Lancia e veniva recapitato o distribuito gratuitamente. La sua funzione di riferimento era finalizzata a esporre alla manodopera lancista informazioni e contenuti riguardanti l'azienda, un po' come facevano molte altre ditte durante il boom economico, oltreché incentivare l'orgoglio dei lavoratori in fabbrica.
Le pubblicazioni cessarono nel marzo del 1977 quando la holding Fiat Auto (di cui Lancia faceva parte dal 1969) decise per l'accorpamento con la similare rivista aziendale della FIAT, l'Illustrato FIAT. Nell'ottica di ridare vita a una pubblicazione totalmente dedicata a Lancia e agli appassionati del marchio, nel 2000 la sua eredità venne raccolta da Classe Lancia, magazine sempre curato dal Gruppo Fiat.